# Chiesa di Sant'Egidio (Erfurt)

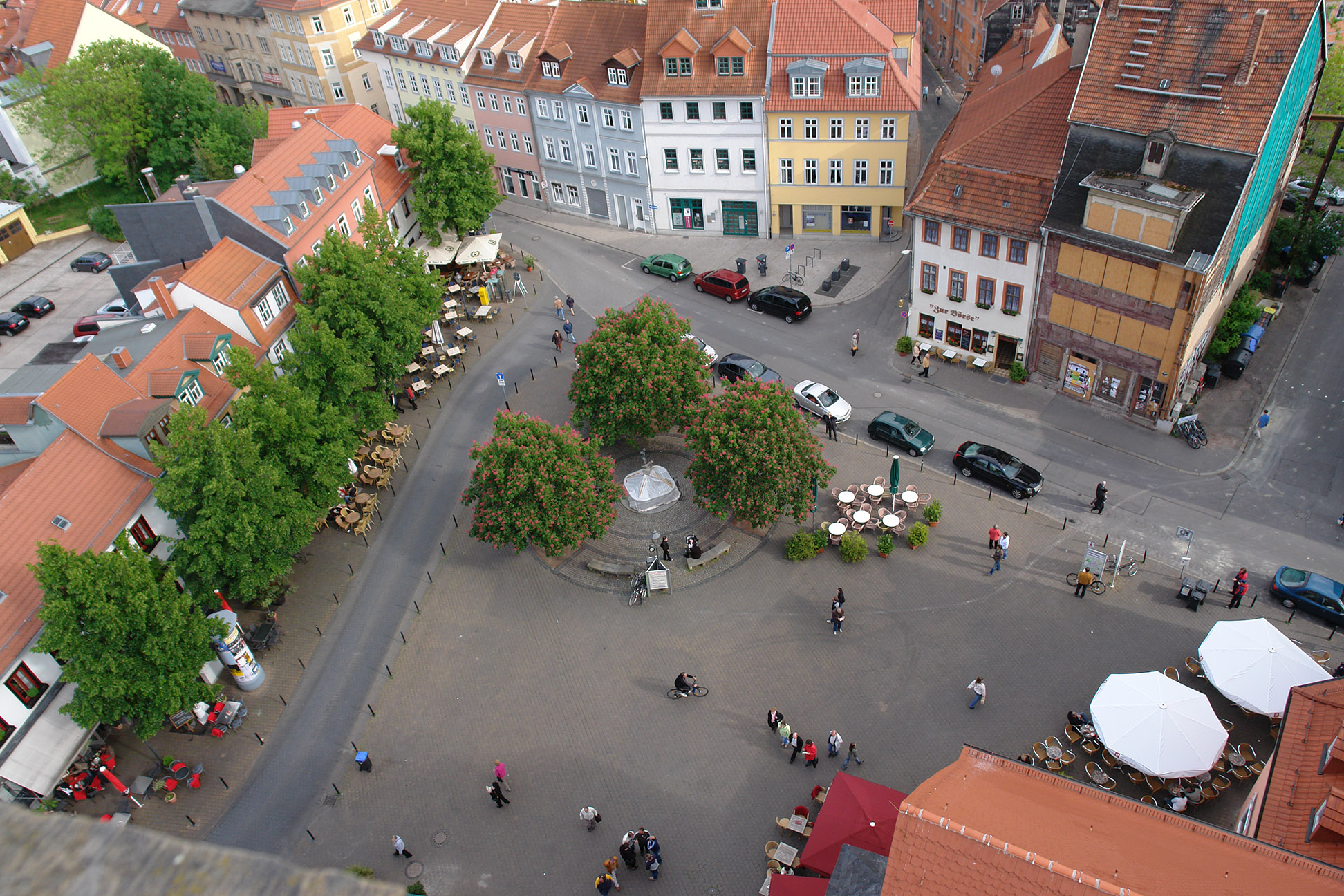
Vista dal campanile della chiesa al Wenigemarkt

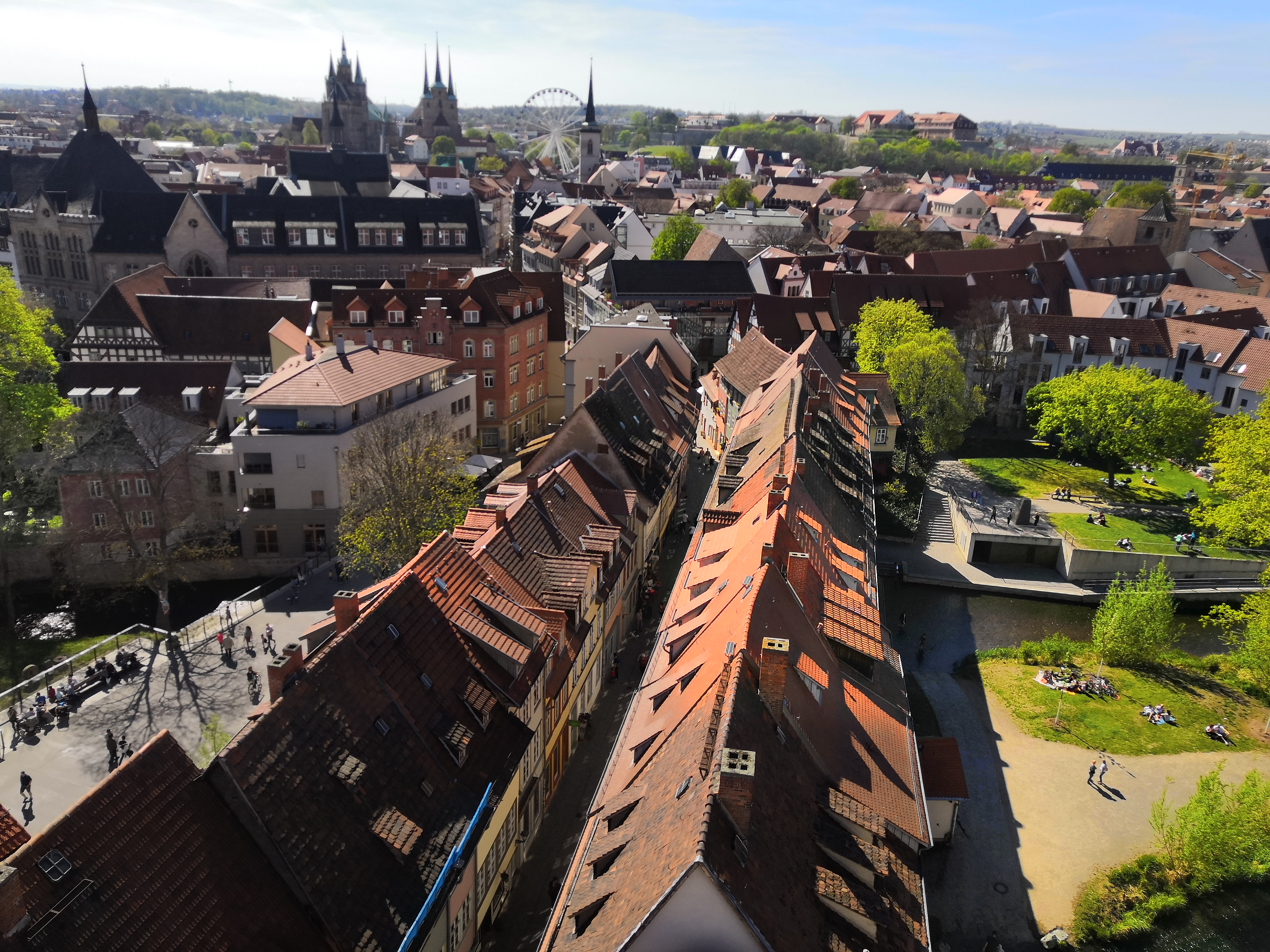
Vista dal campanile della chiesa sul Krämerbrücke

La chiesa di Sant'Egidio (in lingua tedesca: Ägidienkirche) a Erfurt, con il suo arco sul Wenigemarkt costituisce l'accesso orientale al Krämerbrücke. È una delle due precedenti chiese site alle due testate del ponte. Risalente all'XI secolo, la chiesa benedettina, demolita nel 1890, oggi ricorda solo il nome di Benediktsplatz.

## Storia della chiesa
- 1110: prima menzione di una cappella
- 1293: distrutta da un incendio cittadino
- 1324: ricostruzione; viene aggiunta la torre alla navata
- 1382: fusione di una campana, la seconda campana più antica della città di Erfurt
- 1472: nuova distruzione per un incendio
- 1582: parti della chiesa crollano e vengono ricostruite
- 1615: profanazione
- 1927: proprietà privata
- 1960: chiesa parrocchiale della comunità evangelica. Dal 1968 unita alla Chiesa metodista per formare la Chiesa evangelica metodista.

La chiesa di Sant'Egidio venne menzionata come cappella già nel 1110. Dopo che il ponte e la chiesa furono distrutti dal fuoco, nel 1293, fu ricostruita in pietra e completata nel 1325. Nel Medioevo, il piano terra era un salone aperto e fungeva da sala di vendita. Dopo diversi cambi di patronato, fino al 1525, la chiesa appartenne ai monaci dello Schottenkloster e poi alla comunità dei mercanti. Nel 1615, la chiesa fu venduta e in parte utilizzata come magazzino. C'era un negozio al piano terra, i cui portali sono venuti alla luce durante i lavori di ristrutturazione. Nel 1927 l'edificio fu riacquistato come casa del popolo e dal restauro, dal 1957 al 1960, è stata nuovamente utilizzata dalla Chiesa metodista come luogo di culto. È la chiesa più antica del mondo utilizzata dai metodisti ed è di proprietà della chiesa metodista nella Germania orientale KdöR dal 1957.
L'interno della chiesa è al primo piano e il presbiterio nel bovindo tardogotico.
L'arco costituisce l'accesso orientale al Krämerbrücke. Dalla torre della chiesa di Sant'Egidio c'è una bella vista sul tetto del Krämerbrücke fino ai punti di riferimento di Erfurt, la Domplatz con il Mariendom e la chiesa di San Severo, nonché il panorama della cittadella di Petersberg. Il campanile della chiesa, alto 33 metri, è anche conosciuto come la Torre Rossa ed è aperto ai visitatori tutti i giorni.